# Kōhei Mishima
Kōhei Mishima (japanisch 三島 康平 Mishima Kōhei; * 15. April 1987 in Saitama) ist ein japanischer Fußballspieler.

## Karriere
Kōhei Mishima erlernte das Fußballspielen in der Schulmannschaft der Urawa Higashi High School und der Universitätsmannschaft der Komazawa-Universität. Seinen ersten Vertrag unterschrieb er 2010 bei Vissel Kōbe. Der Verein aus Kōbe spielte in der höchsten Liga des Landes, der J1 League. Für Kōbe absolvierte er vier Erstligaspiele. 2012 wechselte er zum Zweitligisten Mito HollyHock. Für den Verein absolvierte er 132 Ligaspiele. Im Juli 2017 wechselte er zum Ligakonkurrenten Matsumoto Yamaga FC. Für den Verein absolvierte er 35 Ligaspiele. 2019 wechselte er zum in der Präfektur Kumamoto beheimateten Drittligisten Roasso Kumamoto. Für Kumamoto absolvierte er 22 Ligaspiele. 2020 wechselte er zum Ligakonkurrenten SC Sagamihara. Für dem Drittligisten aus Sagamihara stand er 21-mal in der dritten Liga auf dem Spielfeld. FC Maruyasu Okazaki, ein Viertligist aus Okazaki, nahm ihn im Januar 2021 unter Vertrag. Hier stand er bis Saisonende 2022 unter Vertrag und bestritt 28 Ligaspiele. Im Januar 2023 wechselte er zum Regionalligisten Coedo Kawagoe FC. Mit dem Verein spielt er in der sechsten Liga, der Kanto Soccer League (Div.2)